# Giancarlo Gramolazzo
O padre Giancarlo Gramolazzo (Ortonovo, Itália, 1945 - Roma, 8 de novembro de 2010) foi um padre católico que serviu como exorcista. Ele foi o presidente da Associação Internacional de Exorcistas até sua morte.
Nascido no norte da Itália, ingressou na ordem de São Luís Orione aos 12 anos de idade, onde foi ordenado sacerdote em 1973, para se tornar presidente do Instituto de Órfãos de Roma-Montemario. 
Dedicou-se durante 30 anos ao exorcismo, tornando-se presidente da Associação Internacional de Exorcistas, fundada em 1990 pelo padre Gabriele Amorth (1925–2016), que mais tarde permaneceu seu honorável presidente e outros 5 padres. O padre Gramolazzo tem mais de trinta anos de experiência como exorcista. Ele ajudou o padre Gabriele Amorth no exorcismo de 1999 de uma mulher de dezenove anos. No dia seguinte, a mesma mulher que apareceu no Vaticano sofreu outro exorcismo realizado pelo Papa João Paulo II.
Em setembro de 2004, na Cidade do México, o Padre Gramolazzo dirigiu-se a mais de quinhentos participantes, incluindo padres exorcistas de várias dioceses do país, na reunião anual da Associação Internacional de Exorcistas.
Ele morreu em Roma aos 65 anos de idade, após uma doença grave, como informou a Rádio Vaticano em 12 de novembro de 2010. O funeral foi realizado na igreja romana de Todos os Santos, presidida pelo bispo Giovanni D´Ercole e concelebrada por 60 padres, com a presença de familiares, exorcistas e representantes da Associação Família da Imaculada, fundada por ele.